# 후쿠이 신문
후쿠이 신문（福井新聞）은 후쿠이현에서 발행되는 현급 지방 신문이다. 주식회사 후쿠이 신문사에서 발간하는 아침 일간지이다.
1899년 8월 28일에 미타무라 진자부로가 발간을 시작되었으며 1940년부터 1942년까지 전시 보도 통제로 말미암아 현내 모든 신문이 후쿠이 신문 1체제로 재편된다. 1945년 7월 19일에는 후쿠이 공습에 의해 재해를 입어 코호쿠 신문사가 인쇄를 대행하고 패전 후에도 코호쿠 신문에서 마리노니 윤전기와 활자 등의 지원을 받아 재건하게 되었던 역사도 있다. 
본사의 위치는 후쿠이시 오와다 니쵸메에 있으며 도쿄나 오사카, 나고야 등지에 지사를 운영하고 있다. 발행 부수는 2017년 1월부터 6월까지의 평균치로 19만 7272부이며 후쿠이 현 내에서의 보급률은 약 68 %이다.